# Nuove cartiere di Tivoli
Nuove cartiere di Tivoli è una storica azienda cartaria.

## Storia
Fondata nel 1869 a Tivoli, proseguì e favorì la storica tradizione delle grandi cartiere della città, tra le più conosciute d'Italia.
Il suo stabilimento più vecchio è sito a Villa Adriana.
Nel 2009 la cartiera del centro storico di Tivoli, ormai da tempo abbandonata, crollò.